# Charles-Louis Livet
Charles-Louis Livet (* 1. Oktober 1828 in Château-la-Vallière, Département Indre-et-Loire; † 1897 in Montpellier) war ein französischer Romanist.

## Leben und Werk
Livet stammte aus der Touraine. Er war Journalist, Verwaltungsbeamter, Inspecteur général de l’enseignement technique et des écoles d’arts et métiers (1870), Inspecteur des Eaux de Vichy (1874) und vor allem Historiker der französischen Literatur und Sprache. Ferdinand Brunot betrachtete ihn als seinen Lehrer und kaufte nach seinem Tod die reichhaltige Privatbibliothek, die sich heute in der Universitätsbibliothek der Universität Tours befindet.
Livet war Ritter der Ehrenlegion (1862).

## Werke

### Autor
- Lexique de la langue de Molière, comparée à celle des écrivains de son temps, Paris 1845–1847, 3 Bde., 1895–1897, Hildesheim 1970, Paris 1972.
- La grammaire française et les grammairiens du XVIe siècle, Paris 1859, Genf 1967.
- Précieux et Précieuses. Caractères et moeurs littéraires du XVIIe siècle, Paris 1859, 1860, 1870, 1895, 1897, Coeuvres-et-Valsery 2001.
- Portraits du grand siècle. Madame de Fiesque, Marie Mancini, Mademoiselle de Valois, Madame de Chantal, Louis XIV, Antoine Corneille, Charles de Simiane, Saint-Amant, Philippe Cospeau, Fléchier, Racan, Paris 1885, 1886.

### Herausgeber
- Œuvres complètes de Saint-Amant. Nouvelle édition publiée sur les manuscrits inédits et les éditions anciennes, Paris 1855, Nendeln 1972.
- Le dictionnaire des précieuses par le sieur de Somaize. Nouvelle édition, Paris 1856, Hildesheim/New York 1972.
- Histoire de l’Académie française par Pellisson et d’Olivet, Paris 1858, Genf 1989.

(sowie die Werke Molières, Paris 1882–1888)